# 질리나주

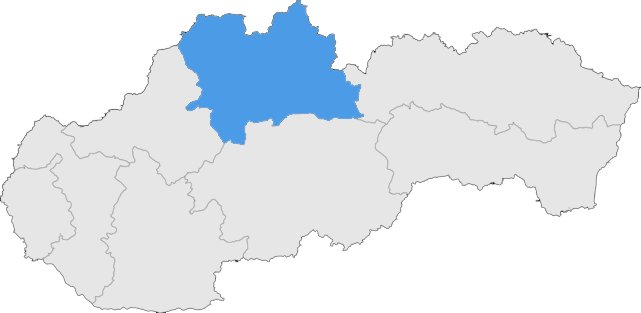
슬로바키아 지도에서 질리나주의 위치

질리나주(슬로바키아어: Žilinský kraj)는 슬로바키아 북부에 위치한 주로 주도는 질리나이며 면적은 6,808 km2, 인구는 697,502명(2009년 기준), 인구 밀도는 102명/km2이다.
북서쪽으로는 체코, 북쪽과 북동쪽으로는 폴란드와 국경을 접하며 동쪽으로는 프레쇼우주, 남쪽으로는 반스카비스트리차주, 남서쪽과 서쪽으로는 트렌친주와 접한다. 11개 구(나메스토보구, 돌니쿠빈구, 루좀베로크구, 립토우스키미쿨라시구, 마르틴구, 비트차구, 질리나구, 차트차구, 키수츠케노베메스토구, 투르치안스케테플리체구, 트브르도신구)를 관할한다.

주기
주 문장